# Klabin Irmãos & Cia
Klabin Irmãos & Cia (KIC) é uma holding familiar fundada em 1899 pelas famílias de origem judaico-lituana Klabin e Lafer, controladora do Grupo Klabin e acionária da Klabin S.A. (floresta, celulose, papéis e conversão), entre outros investimentos. A holding teve origem na fundação da empresa M. F. Klabin & Irmão, fundada em 1890 por Maurício Freeman Klabin.

## História
O imigrante judeu-lituano Maurício Freeman Klabin fundou na cidade de São Paulo uma gráfica denominada Empreza Graphica Klabin. Mais tarde é fundada a empresa M. F. Klabin & Irmão.
Por volta de 1894, os negócios de Maurício estavam bem prósperos e foi aí então que ele pediu para vir da Lituânia seus pais, Leon Klabin e Chaia Sarah Papert, a irmã Nessel, e uma jovem de 27 anos, Bertha Osband, sua noiva. Mais tarde chamou o tio, Zelman Lafer, com o filho Miguel Lafer e, dos Estados Unidos, seus irmãos Salomão, Hessel e Luiz Klabin. Depois vieram também para o Brasil ainda os primos Max Klabin, Wolff Kadischewitz, Lazar Kadischewitz e Henrique Kadischewitz, esses três últimos, filhos de Fanny, irmã de Leon, seu pai.
Já em 1899, irmãos e primos da família Lafer-Klabin, fundaram na cidade de São Paulo, a Kablin Irmãos & Cia. (KIC). A KIC consolidou-se em uma companhia especializada na fabricação de celulose e papel, tornando este o principal ramo do grupo. De 1902 a 1907, a KIC arrendou a Fábrica de Papel Paulista, em Itu. Já em 1909, a KIC constitui sua primeira fábrica, a Companhia Fabricadora de Papel, que começa a operar em 1914.
Passando a primeira fase, a firma entra no comando da segunda geração da família, quando os descendentes assumem as diretorias dos empreendimentos. Nesta época, os principais nomes foram: Wolff Kadischewitz (1880-1957) e os irmãos Horácio Lafer (1900 1965) e Jacob Klabin Lafer (1902-1985), além das irmãs Eva Klabin (1903-1991) e Ema Klabin (1907-1994). O primo Wolff Kadischewitz passa a ser conhecido como Wolff da Klabin, incorporando ao seu nome a alcunha dos primos Klabin, passando então a assinar Wolff Kadischewitz Klabin.
O protagonismo na companhia varia conforme o passar dos anos, enquanto alguns membros da família passam a se dedicar exclusivamente aos negócios dos empreendimentos, outros acabam se dedicando as outras atividades, se distanciando da participação familiar. Ao se considerar uma terceira fase da holding, onde outros membros da família passam a liderar os negócios, destacam-se Abraão Jacob Lafer (1907-1980) e os irmãos Samuel Klabin (1910-1979) e Horácio Klabin (1918-1996).
Já em uma quarta e mais recente fase, lideraram a companhia diversos nomes da família Lafer-Klabin como: os irmãos Israel Klabin (1926), Daniel Miguel Klabin (1929) e Armando Klabin (1932); as irmãs Sylvia Lafer (1934) e Graziela Lafer (1939);  Vera Lafer (1938); Lilia Klabin (1939); Celso Lafer (1941); Horácio Lafer Piva (1957).
O Grupo mantém o Centro de Memória Klabin com objetivo de armazenar os acervos históricos da família e dos empreendimentos. Além de resgatar a história da companhia, a iniciativa guarda e cuida de documentos, fotografias e registros históricos. O espaço, que é aberto à visitação agendada, está localizado na Avenida Augusta Zorzi Baradel, nº 700, bairro Tijuco Preto, em Jundiaí, São Paulo.

## Fundadores
✦ Maurício Freeman Klabin
✦ Miguel Lafer
Miguel Lafer (Lituânia, 1876 - São Paulo, 12 de fevereiro de 1926) foi um empresário lituano radicado no Brasil. Chegou com a família ao Brasil em 1894 e em 1899, fez parte do grupo que fundou a Klabin Irmãos & Cia.. Casado com Nessel Klabin (irmã de Maurício Freeman Klabin), foi pai de Horácio Lafer (pai de Sylvia Lafer e Graziela Lafer) e Jacob Klabin Lafer (pai de Vera Lafer e Miguel Lafer).
✦ Hessel Klabin
Hessel Klabin (Lituânia, 1872 - São Paulo, 19 de novembro de 1946) foi um empresário lituano radicado no Brasil. Chegou com a família ao Brasil no início da década de 1890 e em 1899, fez parte do grupo que fundou a Klabin Irmãos & Cia.. Foi casado com Fanny Gordon, que era filha de Jacob e Eva Gordon. Foram pais de Eva Cecília Klabin, Ema Gordon Klabin e Mina Gordon Klabin.
✦ Salomão Klabin
Salomão Klabin (Lituânia, 5 de setembro de 1874 - 9 de dezembro de 1947) foi um empresário lituano radicado no Brasil. Chegou com a família ao Brasil no início da década de 1890. Foi casado com Luba Segall (15 de fevereiro de 1888 – São Paulo, 26 de agosto de 1968). Foram pais de: Esther Klabin, casada com Harry Jack Levine, pais de Lilia Klabin Levine; Samuel Klabin casado com Gertrud Gleich em primeiras núpcias e em segundas núpcias Aracy Augusta Leme; Horácio Klabin casado com Beki Alfasso e depois com Silvia Correia Gonçalves, era pai de Cláudio Roberto Klabin , Paulo Eduardo Klabin e Monica Klabin 

## Empreendimentos
Visando uma estrutura acionária, o principal empreendimento do Grupo Klabin é a fabricação de celulose e fabricação de papéis, cartões para embalagens, embalagens de papelão ondulado, sacos industriais, com suas unidades industriais da Klabin S.A.. A produção, o desenvolvimento e gestão de florestas cabe à Klabin Florestal, como a Klabin do Paraná Produtos Florestais Ltda. localizada em Telêmaco Borba, com sede na localidade de Lagoa, na Fazenda Monte Alegre. Também com sede em Lagoa, o Grupo mantém a Klabin Fitoprodutos Ltda. com a finalidade de produzir e comercializar produtos fitoterápicos.
O Grupo comercializa ainda, em menor escala, madeiras em toras e biomassa. Entre outros empreendimentos, mantém no ramo hoteleiro o Hotel Ikapê (Ikapê Empreendimentos Ltda.), na localidade de Harmonia, em Telêmaco Borba, no Paraná. O espaço é destinado a atividade de hotelaria, fornecimento de refeição e de gastronomia especializada, exploração turística e promoção de eventos.
Em Paranaguá, também no Paraná, a Klabin mantém a Unidade de Logística de Papel e Celulose, integrando com moldais ferroviários e rodoviários, com uma capacidade de movimentação de 1,5 milhão de toneladas de celulose por ano. Com 24 mil m² de área construída, a unidade inaugurada em 2016 é dedicada integralmente ao escoamento da produção de celulose de fibra curta para exportação.
Na Fazenda Monte Alegre o carvão mineral foi muito explorado, sendo que na década de 1950 um dos pesquisadores da rocha sedimentar combustível foi o engenheiro Israel Klabin. O Grupo Klabin também administra o Bonde Aéreo de Telêmaco Borba, o Aeroporto de Telêmaco Borba, a Usina Hidrelétrica Presidente Vargas, o Parque Ecológico Samuel Klabin, a RPPN Estadual Fazenda Monte Alegre, o Cemitério de Harmonia, a Represa de Harmonia e o Estádio Dr. Horácio Klabin. Mantém ainda a Usina Termelétrica Klacel.
Ao longo de sua história a Klabin vem diversificando e modificando sua área de atuação, como a exploração de minérios, produção e distribuição de energia, transporte e logística, pesquisa e inovação, produção e desenvolvimento de tecnologia, soluções ambientais e atividades culturais.